# Nova Peris
Nova Maree Peris (Darwin, 25 de febrero de 1971) es una deportista y expolítica aborigen australiana. Como parte del equipo de hockey femenino australiano (Hockeyroos) en los Juegos Olímpicos de 1996, fue la primera aborigen australiana en ganar una medalla de oro olímpica. Más tarde cambió los deportes por las carreras de velocidad y fue a los Juegos de la Mancomunidad de 1998 y los Juegos Olímpicos de 2000. Fue elegida para el Senado de Australia en las elecciones federales de 2013, después de que la primera ministra Julia Gillard la nombrara "elegida por el capitán", instalándola como candidata laborista preseleccionada sobre la actual senadora laborista Trish Crossin. Se retiró del Senado en 2016.

## Carrera deportiva
Fue representante del equipo australiano de hockey femenino en los Juegos Olímpicos de verano de 1996, convirtiéndose en la primera aborigen australiana en ganar una medalla de oro olímpica. En 1997, cambió de deporte y un año después se convirtió en doble medallista de oro en los Juegos de la Commonwealth de 1998 (Kuala Lumpur) ganando el sprint de 200 metros con un tiempo de 22,77 segundos y compartiendo la victoria de Australia en relevos 4 × 100 metros. Peris fue nombrada Joven australiana del año en 1997.
Continuó representando a Australia en la pista de atletismo, corriendo más de 200 metros en el Campeonato Mundial de Atletismo de 1999 y 400 metros en los Juegos Olímpicos de Sídney en 2000. Llegó a las semifinales olímpicas en su prueba individual y corrió en el equipo australiano de relevos 4 × 400 metros, que llegó a la final y terminó en quinto lugar.
En el año olímpico de 2000, se colgó un retrato de ella en el Premio Sporting Archibald, pintado por Glenda Jones.
En 2005, vendió sus recuerdos olímpicos al Museo Nacional de Australia por 140.000 dólares. Incluía su medalla de oro, palo de hockey, antorcha olímpica de Sídney y los zapatos para correr que usó en los Juegos Olímpicos de Sídney.

## Carrera política
El 22 de enero de 2013, la primera ministra australiana, Julia Gillard, anunció que invitaría a Peris a unirse al Partido Laborista Australiano y presentarse como candidata al Senado en el Territorio del Norte en las elecciones de 2013. El 29 de enero de 2013, su preselección fue respaldada por el ejecutivo de ALP por 19 votos contra 2, lo que significa que su nombre se colocó en primer lugar en la lista del Senado de ALP en el Territorio del Norte.
El 7 de septiembre de 2013, se convirtió en la primera mujer indígena de Australia elegida para el parlamento federal. Prestó juramento en el parlamento el 12 de noviembre y señaló las disculpas a la generación robada en su discurso inaugural.
Anunció el 24 de mayo de 2016 que no se postularía para volver a disputar su escaño en el Senado en las elecciones federales de 2016. Fairfax y la ABC informaron que Peris era una de los pioneros que se consideraba para reemplazar a Jason Mifsud como jefe de diversidad de la Liga Australiana de Fútbol (AFL). Malarndirri McCarthy anunció el 25 de mayo de 2016 que el Partido Laborista la había invitado a nominarse a sí misma como la reemplazante de Peris en el Senado y que lo haría. El mandato de Nova Peris en el Senado finalizó en las elecciones generales del 9 de mayo de 2016.

## Otros roles
Desde noviembre de 2020 es embajadora de la  Fundación Australiana para la Educación Indígena.

## Vida personal
Peris nació en Darwin, Territorio del Norte. Su padre biológico era el activista de derechos indígenas John Christophersen, ella no tuvo contacto con él entre los 2 y los 16 años. Su madre, Joan, había sido separada de su madre criada en la misión católica en Melville Island, como una de las Generaciones Robadas.
Peris conoció a Sean Kneebone cuando ella tenía 17 años, tuvieron una hija en 1990, se casaron en 1995 y se divorciaron en 2001. Mientras estaba casada con Kneebone, adoptó el apellido Peris-Kneebone pero lo revirtió después de su divorcio.
En marzo de 2002 se casó con Daniel Batman; y tuvieron dos hijos, pero se separaron en 2010 y Batman murió en un accidente automovilístico en junio de 2012.
Peris se casó con Scott Appleton el 12 de agosto de 2012.
Tiene tres hijos: Jessica (con Kneebone) y Destiny y Jack (con Batman). Se convirtió en abuela a la edad de 40 años.
Su autobiografía, Nova: My Story se publicó el 4 de abril de 2003.
En 2019, compitió en la sexta temporada de Australian Survivor. Fue eliminada el día 10 y terminó en el puesto 21.

## Controversia
En octubre de 2014, se filtraron a la prensa correos electrónicos explícitos entre Peris y el atleta Ato Boldon. Los correos electrónicos se utilizaron como base para las acusaciones de que Peris había utilizado su papel como embajadora de Athletics Australia para organizar un viaje a Australia para Boldon como parte del programa de atletismo "Jump Start to London". Posteriormente, Boldon describió las acusaciones como que contenían "grandes fabricaciones" y amenazaba con emprender acciones legales. Hablando en el Parlamento el 30 de octubre, Peris negó haber actuado mal y alegó que la divulgación de los correos electrónicos era parte de un intento de chantaje con respecto a la batalla por la custodia de sus hijos.